# Dió (mitologia)
Dió (en grec antic Δίων) va ser segons la mitologia grega, un rei de Lacònia casat amb Amfítea, filla de Prònax. Va tenir tres filles, Orfe, Lico i Cària.
Amfítea havia acollit Apol·lo amb grans honors quan el déu estava viatjant per Lacònia. Apol·lo, agraït, va recompensar les seves filles amb el do de la profecia, amb la condició que elles no traïssin mai els déus i que no volguessin conèixer mai allò que no les importava. Però un dia va arribar Dionís com a hoste de Dió i es va enamorar de Cària. Ella li va correspondre. Quan Dionís va acabar el seu viatge pel món, va tornar a casa de Dió per veure la jove. Les seves germanes el van espiar, volent descobrir els afers del déu. Apol·lo i Dionís les van advertir que allò estava prohibit, i les van transformar en roques. Només Cària va ser preservada, i va convertir-se en un noguer.